# The three towers
The three towers is een studioalbum van Lamp. Lamp is een samenwerkingsverband van Michael Shipway van Volt en Garth Jones. De titel The three towers staat los van de Twin Towers. Het is een muzikale omschrijving van drie losse torens in een fantasieland, ontsproten aan de verhalen van de eveneens gefantaseerde Bernodine. De stijl van de muziek is Berlijnse School voor elektronische muziek en dan de variant van Volt. De stukken zijn lang uitgesponnen met veel sequencerwerk. 

## Musici
- Michael Shipway – synthesizers, elektronica
- Garth Jones – gitaar

## Muziek
De drie torens zijn:

| Nr. | Titel                                                                                           | Duur  |
| --- | ----------------------------------------------------------------------------------------------- | ----- |
| 1.  | Tower 1: The tower of Braganze (een toren die middenin zee staat)                               | 20:20 |
| 2.  | Tower 2: The tower of Aurumshade (een toren in de bergen)                                       | 17:53 |
| 3.  | Tower 3: The tower of Diameter (een toren tussen toren 1 en 2 in, met uitzicht op beide torens) | 19:32 |